# Aprostocetus ion
Aprostocetus ion är en stekelart som beskrevs av Boucek 1988. Aprostocetus ion ingår i släktet Aprostocetus och familjen finglanssteklar. Inga underarter finns listade i Catalogue of Life.